# William Proxmire
William Proxmire (ur. 11 listopada 1915 w Lake Forest, zm. 15 grudnia 2005 w Sykesville) – amerykański polityk, działacz Partii Demokratycznej, senator z Wisconsin.
Studiował na Uniwersytecie Harvarda i Uniwersytecie Yale. W czasie II wojny światowej służył w wywiadzie wojskowym. Po wojnie zajął się prowadzeniem prywatnych interesów, zaangażował się także w życie publiczne. W latach 1951–1952 zasiadał w zgromadzeniu stanowym Wisconsin. Trzykrotnie bez powodzenia ubiegał się o stanowisko gubernatora Wisconsin (1952, 1954, 1956).
W 1957 wygrał wybory uzupełniające o mandat senatora z Wisconsin po śmierci Josepha McCarthy’ego. Zasiadał w Senacie nieprzerwanie do stycznia 1989, wygrywając kolejne wybory w 1958, 1964, 1970, 1976 i 1982; w listopadzie 1988 nie ubiegał się o reelekcję (jego fotel w Senacie zajął Herb Kohl, również demokrata). W latach 1975–1981 i 1987–1989 pełnił funkcję przewodniczącego senackiej Komisji Bankowości, Mieszkalnictwa i Spraw Miejskich.
Zasłynął ufundowaniem Nagrody Złotego Runa (Golden Fleece Award), mającej piętnować marnotrawienie publicznych pieniędzy. Sam Proxmire znany był z prowadzenia skromnych kampanii wyborczych, zamykających się budżetem do 200 dolarów; nagroda jednak przyznawana była często nietrafnie, w ręce zespołów pracujących nad wartościowymi odkryciami naukowymi. Proxmire naraził się tym na liczne krytyczne opinie, a jeden z „nagrodzonych” oskarżył go nawet o zniesławienie; później Proxmire wielokrotnie przepraszał laureatów, m.in. SETI. Nagroda Złotego Runa była przyznawana w latach 1975–1988.
Znany był jako rzecznik ratyfikacji przez Stany Zjednoczone konwencji ONZ o zapobieganiu i karaniu zbrodni ludobójstwa; w latach 1967–1986 zabierał w tej sprawie głos w Kongresie ponad trzy tysiące razy. Senat USA ratyfikował konwencję 11 lutego 1986.
Po odejściu z Senatu osiadł w Waszyngtonie, gdzie mieszkał do końca życia; zmarł w wieku 90 lat, w ostatnich latach cierpiąc na chorobę Alzheimera. Był dwukrotnie żonaty; z pierwszą żoną Elsie Rockefeller (prawnuczką brata Johna D. Rockefellera) rozwiódł się w 1955, później poślubił Ellen Hodges Sawall. Miał czworo dzieci (po dwoje z każdego małżeństwa), wychowywał również dwoje dzieci z pierwszego małżeństwa Ellen Hodges.